# Селцето (сериал, 1978)
„Селцето“ е български 5-сериен телевизионен игрален филм (драма) от 1978 година на режисьора Иван Терзиев, по сценарий на Константин Павлов. Оператори са Венец Димитров и Иван Велчев. Музиката във филма е композирана от Богоя Сапунджиев, а художник е Николай Сърчаджиев. Редактор е Никола Петров.

Филмът е направен през 1978 г., но е спрян от цензурата. Излъчва се отново едва през 1990 г.
Има и киновариант на филма от 2 серии.

## Серии
Телевизионен вариант
- I част – „Пришълецът“ – 71 минути
- II част – „Има ли Бог?“ – 71 минути
- III част – „Асо“ – 69 минути
- IV част – „Неда“ – 65 минути
- V част – „Прошка“ – 71 минути[1]

Киновариант
- I част – 128 минути
- II част – 120 минути [2]

## Актьорски състав
| Изпълнител         | Роля                                    |
| ------------------ | --------------------------------------- |
| Велико Стоянов     | „Мишо“-Мишел, цирков артист             |
| Меглена Попова     | вдовицата Симка                         |
| Николай Волев      | Асо                                     |
| Стефан Мавродиев   | Мето                                    |
| Филип Трифонов     | Велин, ремсисткия лидер                 |
| Стефанос Гулямджис | Соте                                    |
| Иван Янчев         | партизанинът Танас, боен другар на Симо |
| Венета Зюмбюлева   | Софка                                   |
| Невена Коканова    | Неда                                    |
| Николай Антонов    | Сандо                                   |
| Милена Атанасова   | Дона                                    |
| Адриана Андреева   | Перса                                   |
| Кина Мутафова      | Цона                                    |
| Васил Вачев        | Гаврил                                  |
| Пантелей Бояджиев  | кръчмарят                               |
| Васил Костов       | попът                                   |
| Гаврил Цонков      | Киро пощаджиятяа                        |
| Иво Огнянов        | италианеца Ибиш Орханов                 |
| Димитър Хаджиев    | Соколов, околийският партиен секретар   |
| Димо Джиков        | Димо – брат на Сандо                    |
| Минка Сюлеймезова  | жената на Димо                          |
| Стоян Алексиев     | агитаторът                              |
| Васил Бъчваров     | нелегалният Стоядин                     |
| Георги Георгиев    | Анани                                   |
| Весела Малинова    | Веселка                                 |
| Иван Иванич        | старец                                  |
| Тихомир Златев     | старец                                  |
| Христо Сутров      | старец                                  |
| Георги Фратев      | старец                                  |
| Марко Тунов        | старец                                  |
| Кирил Кавадарков   |                                         |
| Николай Пашов      |                                         |
| Петър Антов        |                                         |
| Николай Добрев     |                                         |
| Димитър Манчев     |                                         |
| М. Ганева          |                                         |